# Белень (комуна, Димбовіца)
Белень, Белені (рум. Băleni) — комуна у повіті Димбовіца в Румунії. До складу комуни входять такі села (дані про населення за 2002 рік):
- Белень-Роминь (3698 осіб) — адміністративний центр комуни
- Белень-Сирбі (4626 осіб)

Комуна розташована на відстані 55 км на північний захід від Бухареста, 19 км на південний схід від Тирговіште, 93 км на південь від Брашова.

## Населення
За даними перепису населення 2002 року у комуні проживали 8324 особи.
Національний склад населення комуни:
| Національність | Кількість осіб | Відсоток |
| -------------- | -------------- | -------- |
| румуни         | 7849           | 94,3%    |
| болгари        | 420            | 5,0%     |
| цигани         | 53             | 0,6%     |
| угорці         | 1              | < 0,1%   |
| серби          | 1              | < 0,1%   |

Рідною мовою назвали:
| Мова       | Кількість осіб | Відсоток |
| ---------- | -------------- | -------- |
| румунська  | 8309           | 99,8%    |
| болгарська | 15             | 0,2%     |

Склад населення комуни за віросповіданням:
| Релігія                             | Кількість осіб | Відсоток |
| ----------------------------------- | -------------- | -------- |
| православні                         | 7609           | 91,4%    |
| бретрени                            | 356            | 4,3%     |
| лютерани                            | 278            | 3,3%     |
| п'ятдесятники                       | 56             | 0,7%     |
| лютерани (Аугсбурзького сповідання) | 6              | 0,1%     |
| греко-католики                      | 5              | 0,1%     |
| баптисти                            | 5              | 0,1%     |
| атеїсти                             | 5              | 0,1%     |
| реформати                           | 3              | < 0,1%   |

## Зовнішні посилання
- Дані про комуну Белень на сайті Ghidul Primăriilor [Архівовано 21 жовтня 2012 у Wayback Machine.]